# Боббі Райделл
Боббі Райделл (англ. Bobby Rydell, справжнє ім'я — Роберт Луїс Рідареллі, 26 квітня 1942, Філадельфія, штат Пенсільванія — 5 квітня 2022) — американський співак і актор.

## Біографія
Почав грати у віці 12 років в 1954 році. Кумир підлітків початку 1960-х років. Після першого успіху в американських чартах з «Kissing Time» (#11, Billboard Hot 100), Райделл ще 13 разів входив у Billboard Hot 100 Top 20, найвищого результату досягши з синглом «Wild Ones» (#2, 1960). Участь у фільмі «Bye Bye Birdie» (1963) також сприяла зростанню його популярності.
Райделл продовжував активно виступати в нічних клубах і ресторанах в 1970—1980-х роках. Після цього нерідко давав сольні концерти і виступав у складі тріо The Golden Boys — разом із Френкі Авалоном та Фабіаном.

## Дискографія

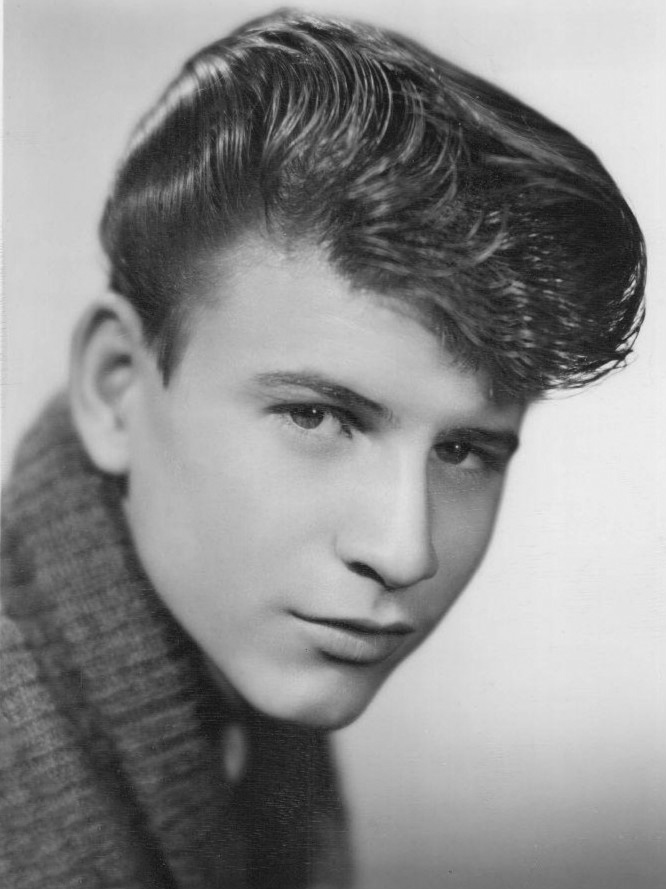
Боббі Райделл у 1960 році

### Альбоми (вибране)
- 1961 — «bobby's Biggest Hits» (#12 Billboard 200)
- 1961 — «Rydell At The Copa» (# 56)
- 1962 — «All The Hits» (# 88)
- 1962 — «Bobby Rydell/Chubby Checker» (# 7)
- 1963 — «Bobby Rydell/Biggest Hits, Volume 2» (# 61)
- 1964 — «Forget Him» (# 98)
- 1964 — «The Top Hits of 1963» (# 67)[7]

### Сингли (вибране)
- 1959 — I Dig Girls (#46, Billboard Hot 100)
- 1959 — Kissin' Time (# 11)
- 1959 — We Got Love (#6)
- 1960 — Ding-A-Ling (#18)
- 1960 — Little Bitty Girl (#19)
- 1960 — Sway (#14)
- 1960 — Swingin' School (#5)
- 1960 — Volare (#4)
- 1960 — Wild One (#2)
- 1961 — Good Time Baby (#11)
- 1961 — I Wanna Thank You (#21)
- 1961 — The Fish (#25)
- 1962 — i'll Never Dance Again (#14)
- 1962 — i've Got Bonnie (#18)
- 1962 — The Cha-Cha-Cha (#10)
- 1963 — Butterfly Baby (#23)
- 1963 — Wildwood Days (#17)
- 1964 — Forget Him (#4)
- 1964 — Make Me Forget (#43)